# British European Airways
British European Airways (BEA) eller British European Airways Corporation var et britisk flyselskab, som eksisterede fra 1946 til 1974. Flyselskabet havde flyvninger på europæiske og nordafrikanske ruter fra større lufthavne i Stobritannien som London, Manchester, Edinburgh, Belfast og Glasgow. BEA ophørte i 1974, da virksomheden blev fusioneret med British Overseas Airways Corporation for at danne det nye flyselskab British Airways. BEA havde sit hovedkvarter i BEAline House i Ruislip i Hillingdon i London.

## Historie
Den 1. januar 1946 blev British Overseas Airways Corporations afdeling British European Airways dannet for at overtage de flyvninger til det kontinentale Europa, som hidtil var blevet varetaget af Royal Air Force. Den 1. august 1946 trådte ny luftfartslovgivning i kraft, som nationaliserede uafhængige britiske luftfartsselskaber, og BEA overtog alle indenrigsflyvninger og flyruter til europæiske destinationer.
Den 1. februar 1947 blev en række selvstændige flyselskaber fusioneret med BEA, bl.a. Railway Air Services, som havde været et selvstændigt flyselskab siden 1937, Isle of Man Air Services, også dannet i 1937, Scottish Airways, dannet i 1937 ved sammenlægning af Northern og Scottish Airways, samt Highland Airways Ltd, grundlagt i 1933.Captain Ted Fresson Feature Page on Undiscovered Scotland.
BEA dannede den 24. september 1947 Cyprus Airways i samarbejde med den cypriotiske stat og private interessenter på Cypern.
BEA var den første kunde for en række kort- og mellemdistance passagerfly i 1950'erne og 1960'erne, bl.a. Vickers Viking, Vickers Viscount, Vickers Vanguard, BAC One-Eleven 500 og Hawker Siddeley Trident.
I 1969 dannede BEA et charterdatterselskab BEA Airtours til charterrejsende. BEA's aktiviteter ophørte i 1974, da firmaet blev fusioneret med British Overseas Airways Corporation for at danne British Airways. Selskabets IATA-kode var BE og kaldesignalet Bealine.

## Anvendte flytyper
- Airspeed Ambassador
- BAC One-Eleven
- Bell 47J Ranger (BEA Helicopters)
- Bell 206 JetRanger (BEA Helicopters)
- Boeing 707 (BEA Airtours)
- Bristol 171 Sycamore helicopter
- de Havilland Comet
- de Havilland Heron
- de Havilland DH.89A Dragon Rapide
- Douglas DC-3
- Hawker Siddeley Argosy – Serie 100 og serie 220 til fragt
- Handley-Page HPR.7 Herald 100
- Hawker Siddeley Trident
- Junkers Ju-52/3m
- Short Skyliner
- Sikorsky S-51
- Sikorsky S-61N (BEA Helicopters)
- Vickers Vanguard
- Vickers Viking
- Vickers Viscount
- Westland Whirlwind (BEA Helicopters)

## Ulykker og hændelser
- Den 19. august 1949 styrtede et Douglas DC-3 ned på en bakke ca. 25 km fra Manchester Lufthavn, og 24 ud af de 32 ombord omkom.[7]
- Den 17. oktober 1950 styrtede et Douglas DC-3 kort tid efter at det var lettet fra RAF-basen Northolt på vej mod Renfrew Lufthavn. Ved uheldet blev 28 af de ombordværende dræbt, og kun 1 person overlevede. Mandskabet havde slukket motor nr. 2 efter at den var begyndt at virke problematisk, og der var herefter ikke nok trækkraft til at komme over højtliggende land.[8]
- Den 14. marts 1957 styrtede "Bealine 411", en Vickers Viscount, ned ved indflyvning til Manchester Lufthavn på grund af en fejl med flaps, som var opstået grundet metaltræthed. Alle 20 ombord og 2 på jorden omkom.[9]
- Den 19. november 1957 styrtede en Vickers Viscount ned ved Ballerup på vej mod Københavns Lufthavn efter at tre motorer var ophørt med et virke. Årsagen var et fejlbehæftet anti-icing system på flyet.[10]
- München-ulykken skete den 6. februar 1958, da rute "Bealine 609" styrtede ned i en snestorm under det tredje startforsøg fra en isdækket startbane i München-Riem Lufthavn i Tyskland. Ombord var Manchester Uniteds fordboldhold såvel som fans og journalister. 23 ud af 43 passagerer på flyet mistede livet. Charterflyvningen blev udført af British European Airways i en Airspeed Ambassador.
- Den 27. oktober 1965 styrtede en Vickers Vanguard fra Edinburgh ned på landingsbanen under en landing i Heathrow i dårligt vejr. Alle 36 døde.
- Den 12. oktober 1967 eksploderede "Bealine 284", en De Havilland Comet 4, som blev fløjet på vegne af Cyprus Airways, i luften og styrtede i Middelhavet med 66 dødsfald til følge. Eksplosionen var forårsaget af en bombe placeret under et passagersæde.
- Den 2. okotber styrtede British European Airways rutenummer "Bealine 706", en Vickers Vanguard, ned nær Aarsele i Belgien efter at bagenden af flyet var revnet på grund af alvorlig rust, der ikke var blevet opdaget. Alle 63 ombord omkom.
- Den 18. juni 1972 styrtede rutenummer "Bealine 548", en Hawker Siddeley Trident, ned to minutter efter afgang fra Heathrow Airport, og alle 118 personer ombord blev dræbt.